# 扇山 (大月市)
扇山（おうぎやま）は、山梨県大月市と上野原市の境にある山。標高は1138メートル。山梨百名山の一つ。当山の西側の百蔵山、北側の権現山とをあわせて郡内三山という。

## 概要
大菩薩嶺から伸びる尾根である牛ノ寝通りが、松姫峠、奈良倉山、佐野峠、西原峠、麻生山を経て権現山まで続く。そこからさらに支脈として南側に伸びる尾根が相模川水系の桂川によって終わる位置にある。山の南側には秩父山地と丹沢山地をわける境界線 の藤野木－愛川構造線 があり、扇山断層崖がある。
山名の由来は、山を南側から見たとき、扇を広げたように幅広く見えることからという。山域の多くの地域が大月市の旧富浜村の財産区となっている。
広々とした山頂は展望に恵まれ、富士山の眺めが良い。大月市が定めた秀麗富嶽十二景にも選定されている。
ふもとには広場や交流館のある「桂川ウェルネスパーク」や、大月市とNPO法人による農村や里山を体験できる施設「大月エコの里」がある。

## 主な登山コース
- JR東日本 中央本線鳥沢駅から。
  - 駅から直接歩き始めるコース。
  - 登山口の梨の木平（バス停名称は「扇山登山口」。トイレ有り）まで富士急バスを利用するコース。登山口から大久保沢、浅川峠を経由し山頂まで1時間20分[5]。
- 中央本線四方津駅から。
  - 登山口の犬目入口バス停まで富士急バスを利用するコース。登山口から山頂まで1時間30分[5]。四方津駅から犬目入口バス停までの間にある大野貯水池は桜の名所として知られる。

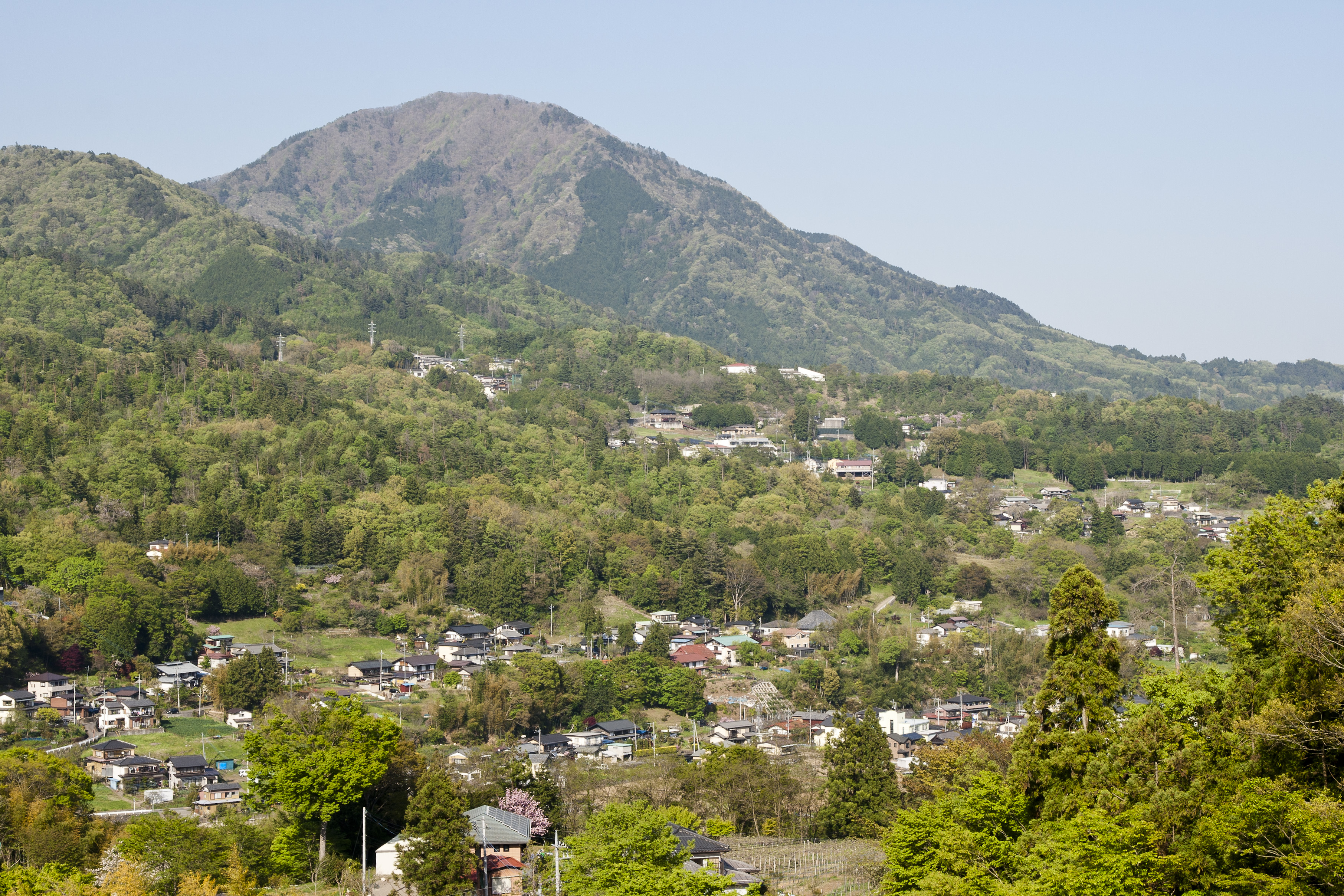
西から
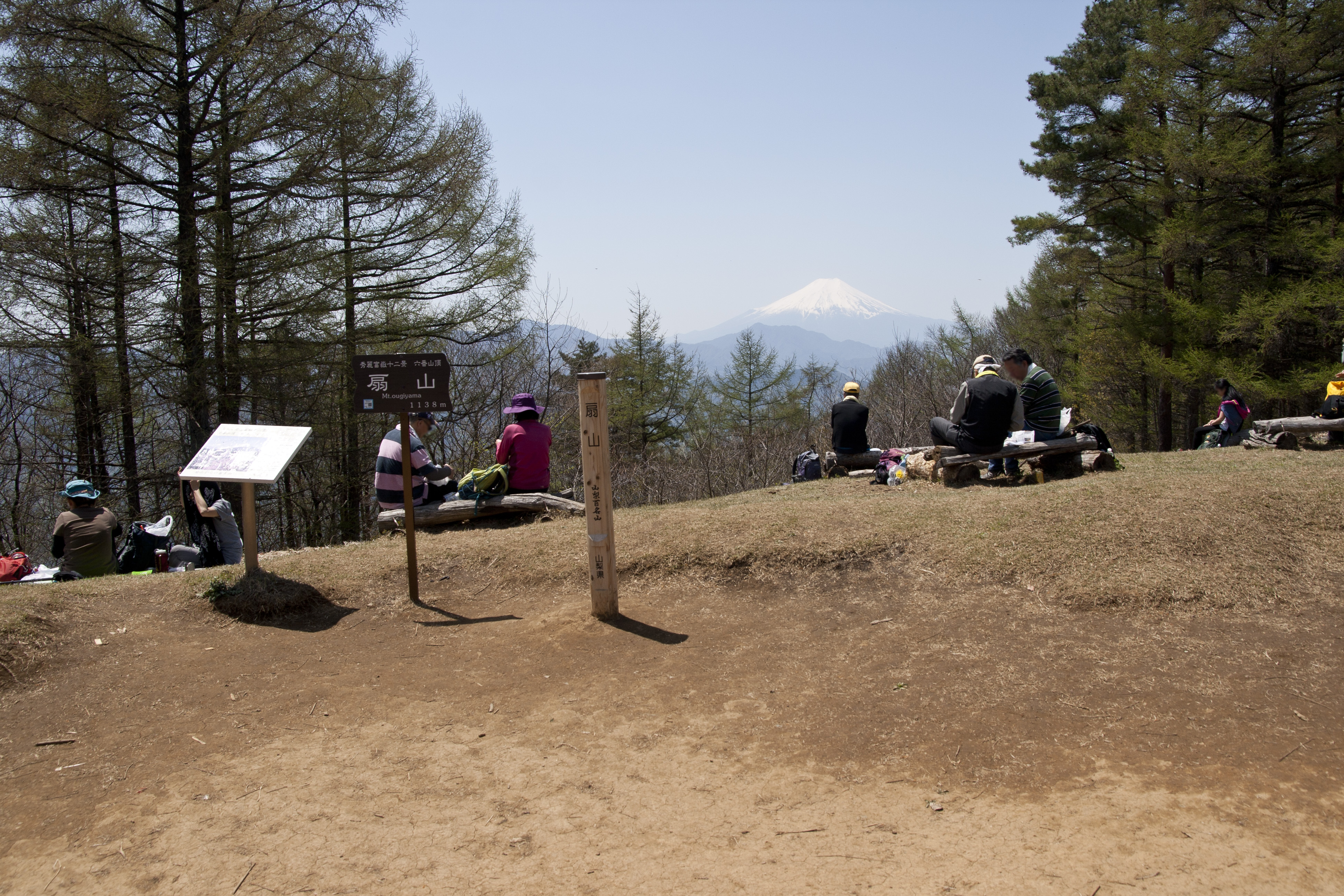
山頂票と富士山

## 近隣の山
- 百蔵山
- 権現山